# Pál Szinyei Merse
Pál Szinyei Merse, ook bekend als Paul von Szinyei-Merse (Szinyeújfalu (tegenwoordig Chminianska Nová Ves, Slowakije), 4 juli 1845 - Jernye (tegenwoordig Jarovnice, Slowakije), 2 februari 1920) was een Hongaars kunstschilder en politicus.
Szinyei Merse leerde schilderen aan de Academie voor Schone Kunsten in München, onder leiding van Karl von Piloty. Hij was een vriend van Wilhelm Leibl en Hans Makart. Zijn schilderijen zijn vroege voorbeelden van het impressionisme in Hongarije en Midden_Europa.
Behalve schilder was hij ook politicus en bestuurder. Tussen 1897 en 1901 was hij lid van het parlement, waar hij zich inzette voor de modernisatie van het kunstonderwijs. Van 1905 tot aan zijn dood leidde hij de Koninklijke Hogeschool voor Beeldende Kunsten (Magyar Királyi Képzőművészeti Főiskola), de voornaamste kunstacademie van Hongarije.

Schilderijen van Pál Szinyei Merse
Picnic in mei (1873)
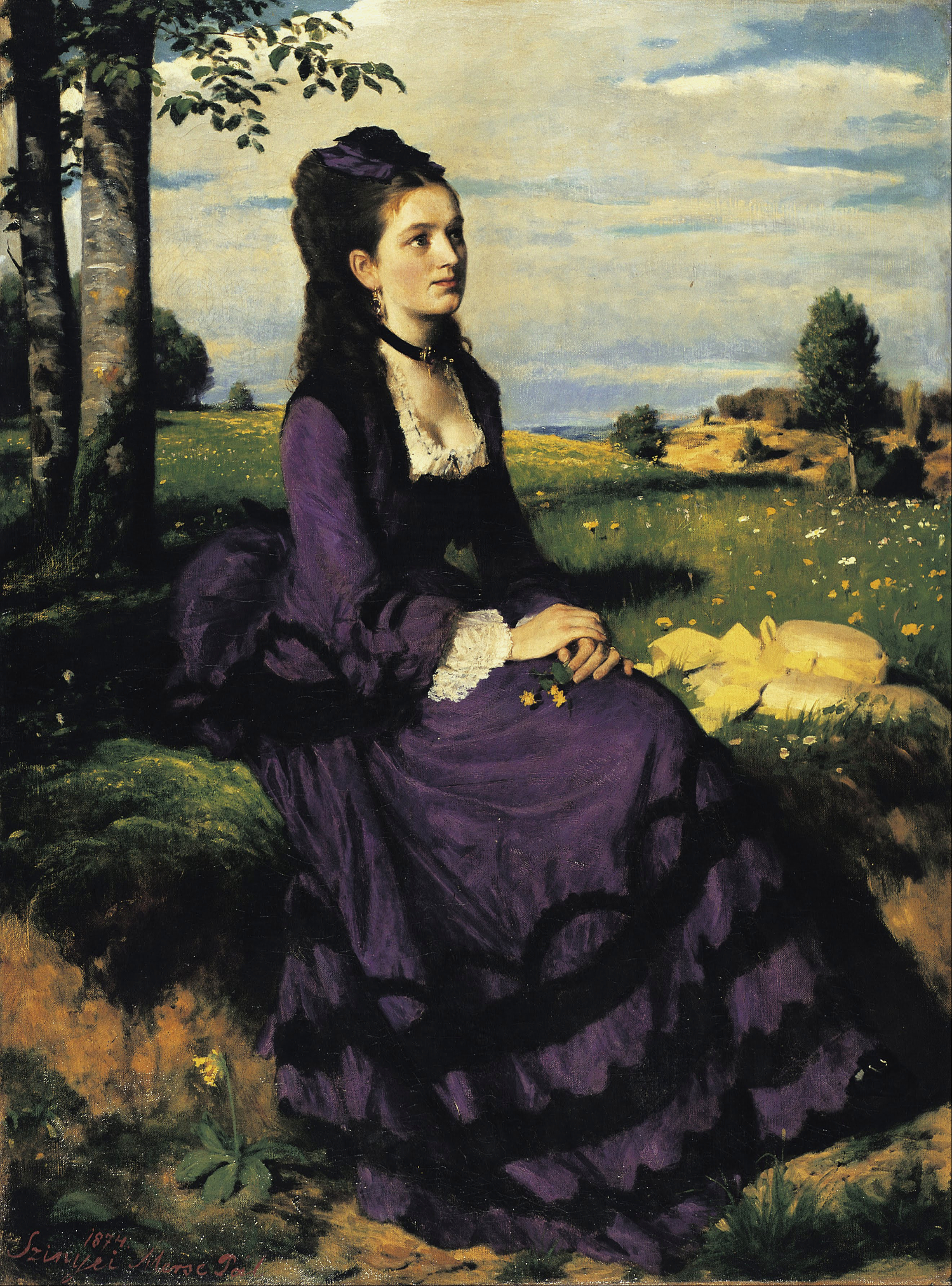
Dame in het violet (1874)
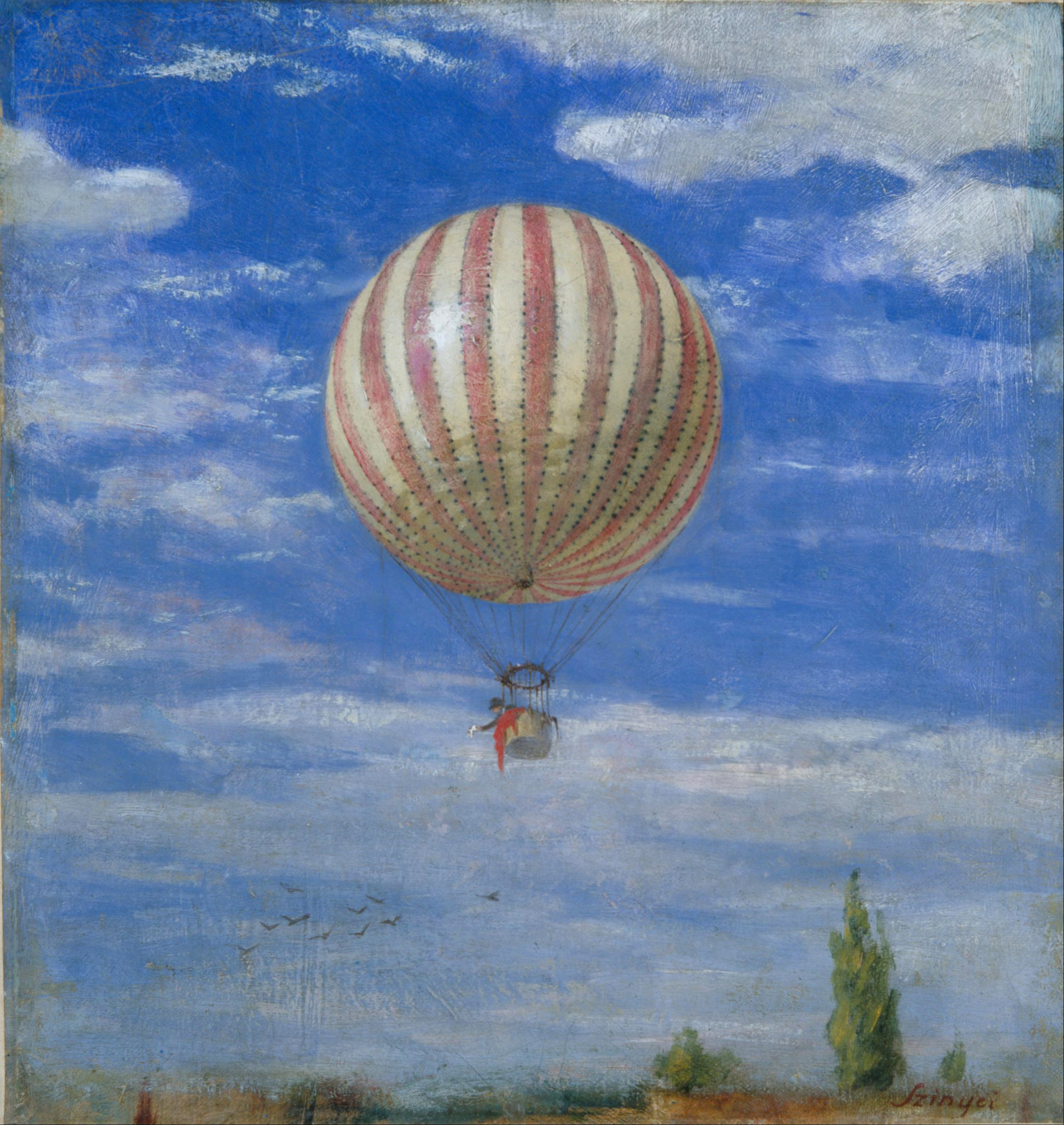
De ballon (1882)
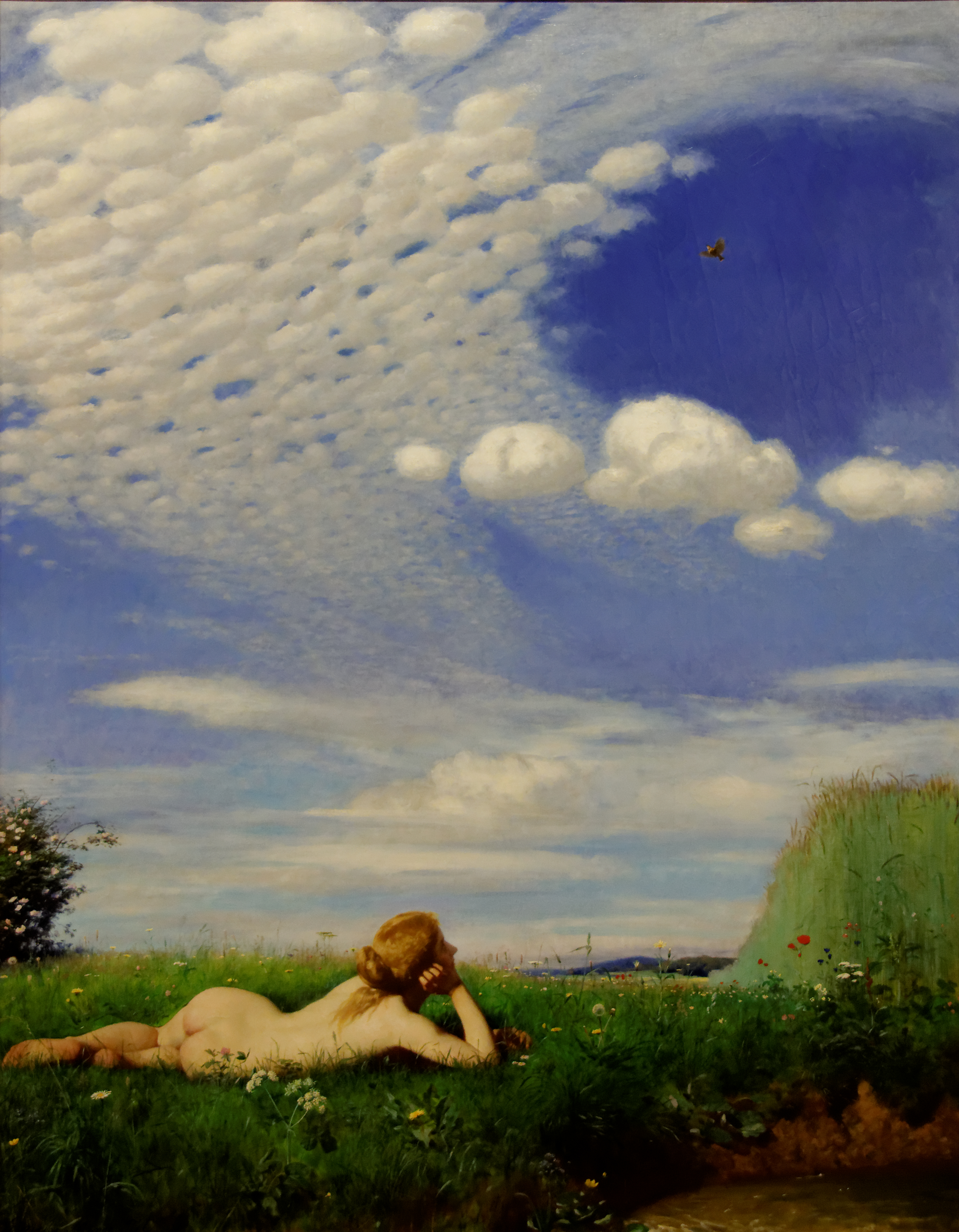
De leeuwerik (1882)

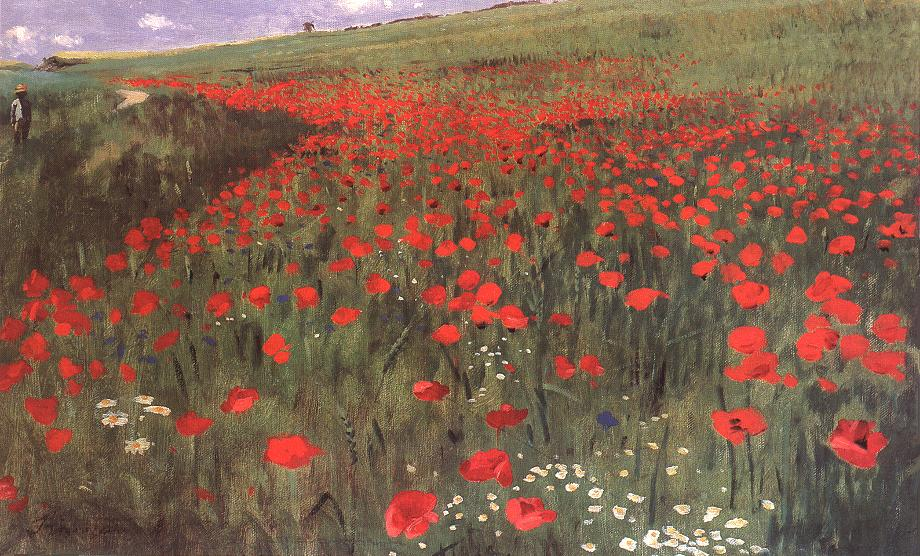
Veld met klaprozen (1896)
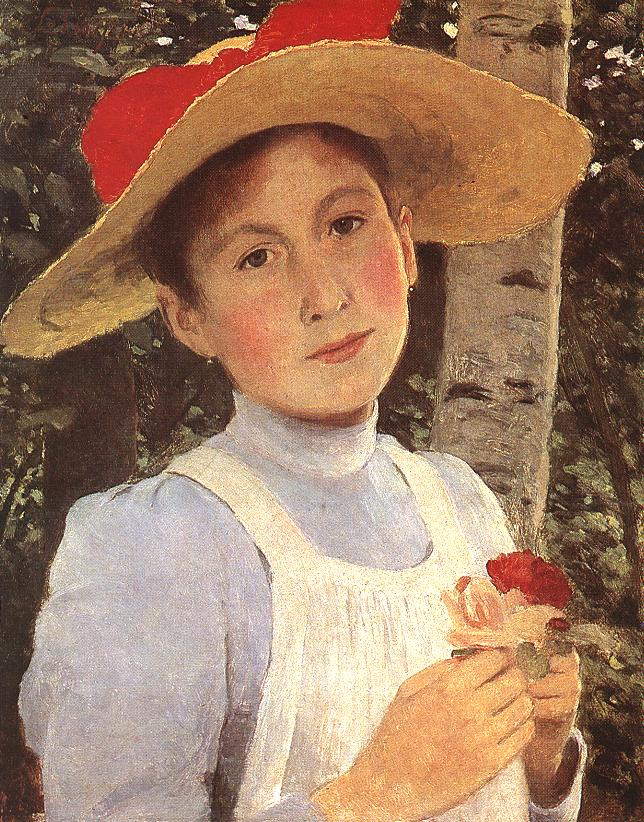
De dochter van de schilder (1897)
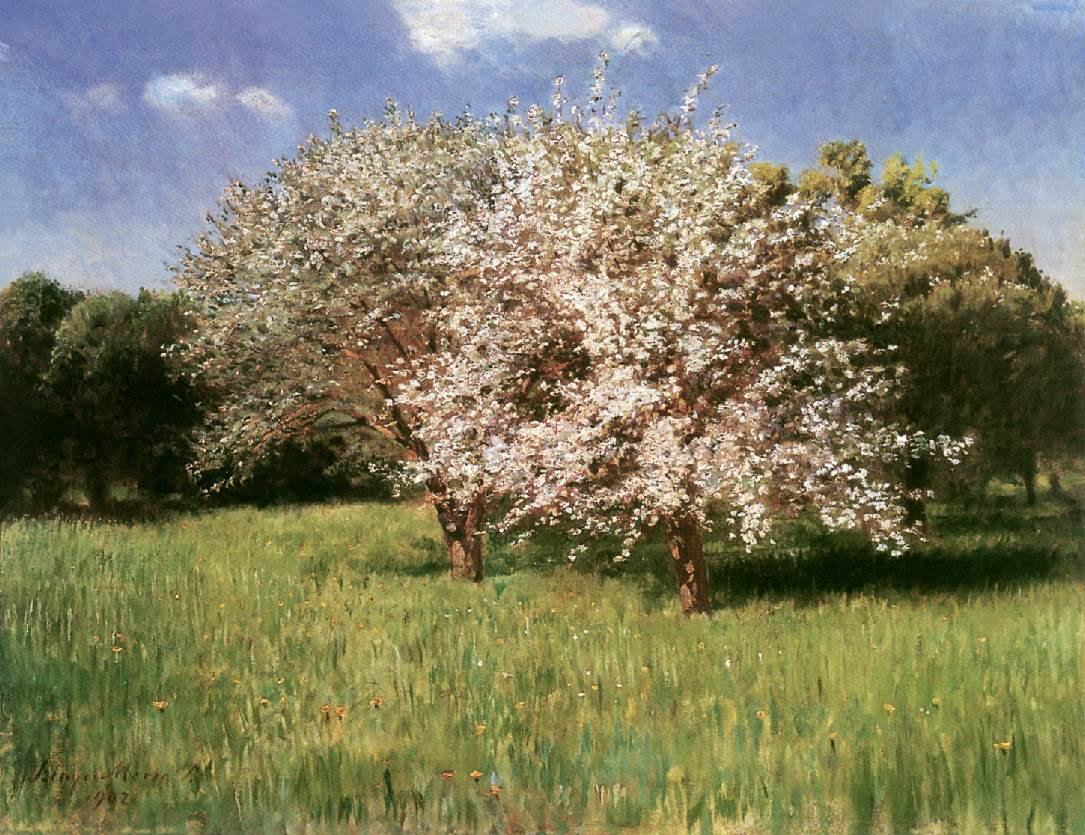
Bloeiende appelbomen (1902)
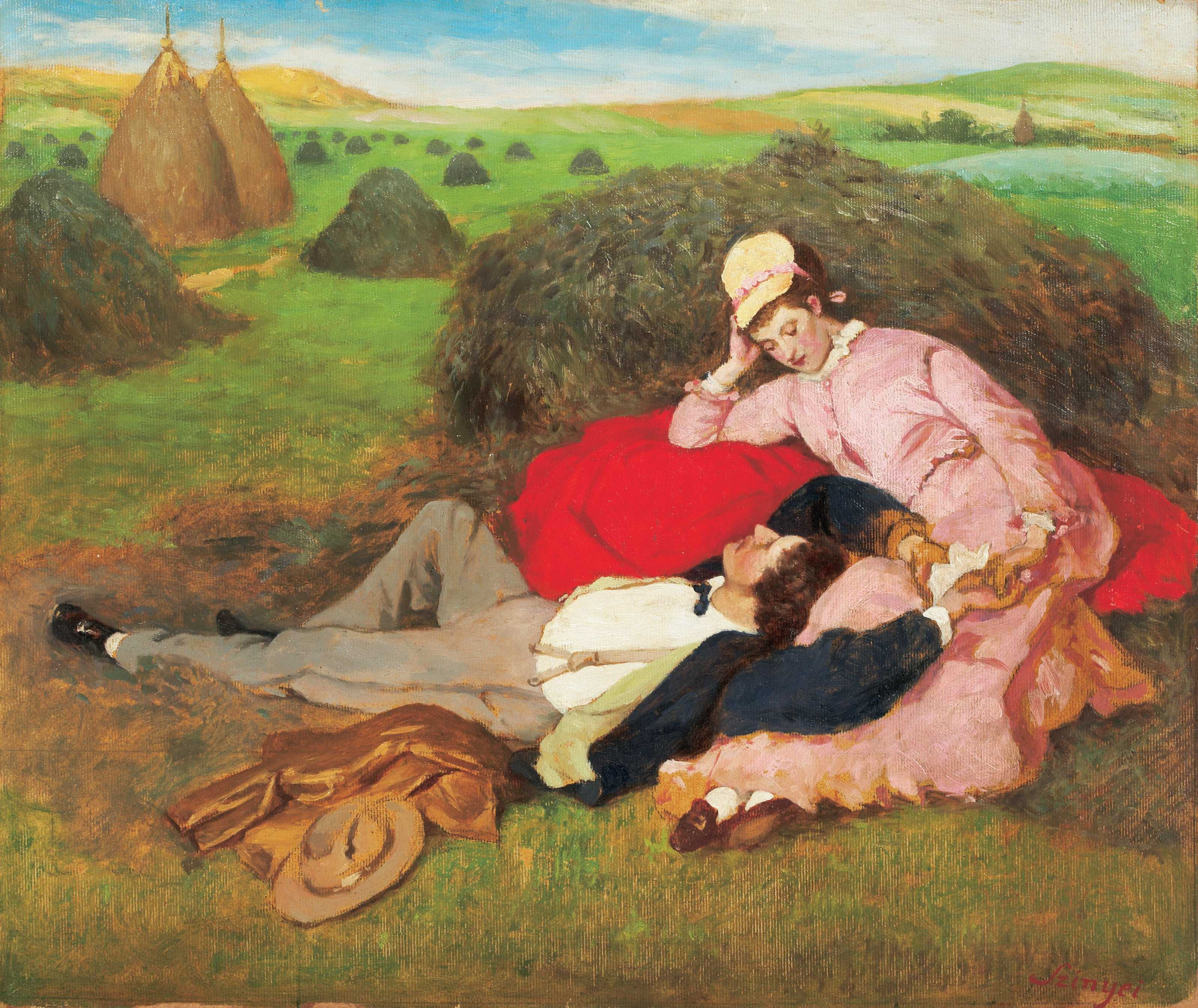
Geliefden (1918)